# Rutinoză
Rutinoza (6-O-α-L-ramnozil-D-glucoză, formula chimică C12H22O10)  este o dizaharidă prezentă în natură sub formă de glicozide flavonoidice. Se obține din rutozidă prin reacție de hidroliză în prezența ramnodiastazei.